# Noel Barrionuevo
Pour les articles homonymes, voir Barrionuevo.
María Noel Barrionuevo (née le 16 mai 1984 à Martínez) est une joueuse de hockey sur gazon argentine.

## Carrière
Avec l'équipe d'Argentine de hockey sur gazon féminin, elle est médaillée de bronze aux Jeux olympiques d'été de 2008 et médaillée d'argent aux Jeux olympiques d'été de 2012. Elle remporte aussi la Coupe du monde en 2010.